# Sokołowo (rejon postawski)
Sokołowo – dawny majątek i kolonia. Tereny na których leżały znajdują się obecnie na Białorusi, w obwodzie witebskim, w rejonie postawskim, w sielsowiecie Juńki.

## Historia
W czasach zaborów ówczesny folwark leżał w granicach Imperium Rosyjskiego.
W dwudziestoleciu międzywojennym majątek i kolonia leżały w Polsce, w województwie wileńskim, w powiecie duniłowickim (od 1926 postawskim), w gminie Mańkowicze (od 1927 gmina Hruzdowo).
Według Powszechnego Spisu Ludności z 1921 roku majątek zamieszkiwało tu 28 osób, 17 było wyznania rzymskokatolickiego a 11 prawosławnego. Jednocześnie 13 mieszkańców zadeklarowało polską a 15 białoruską przynależność narodową. Były tu 3 budynki mieszkalne. Wykaz miejscowości rozróżnia kolonię i majątek Sokołowo. W 1931 majątek w 5 domach zamieszkiwało 38 osób a kolonię w 2 domach 10 osób.
Miejscowość należała do parafii rzymskokatolickiej i prawosławnej w Hruzdowie. Podlegała pod Sąd Grodzki w Postawach i Okręgowy w Wilnie; właściwy urząd pocztowy mieścił się w Hruzdowie.
W 1938 roku majątek należał do gromady Hruzdowo gminy Hruzdowo.